# Honen

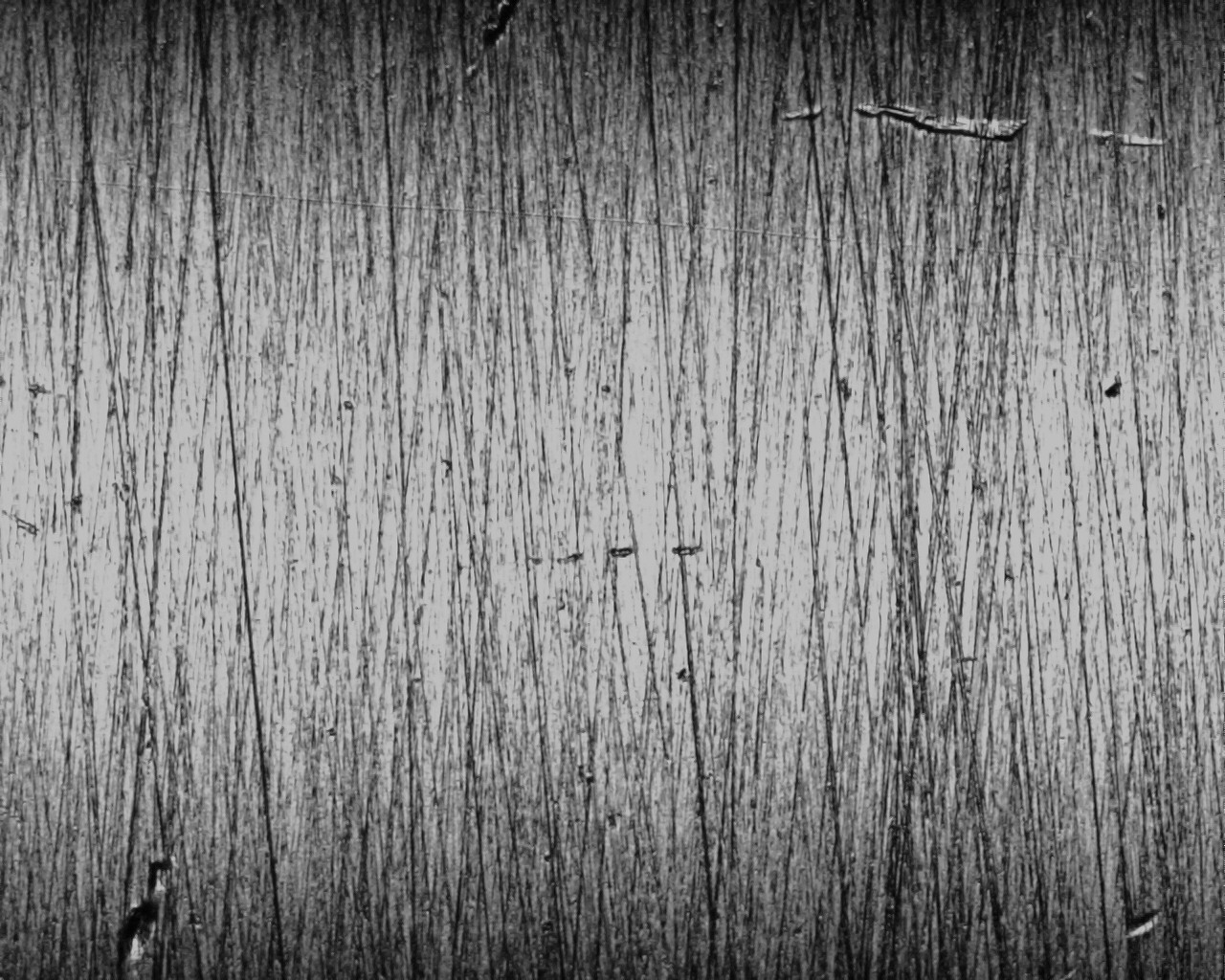
Nahaufnahme einer gehonten durch Kreuzschliff gekennzeichneten Metalloberfläche

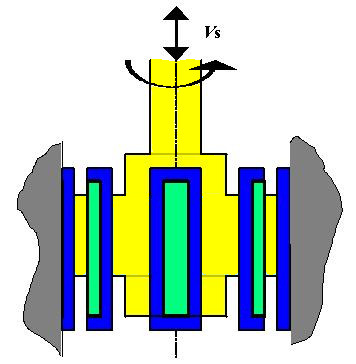
Werkzeugbewegung der Honahle, eines zylindrischen Honwerkzeugs

Das Honen ist ein zerspanendes Feinbearbeitungsverfahren bzw. Hartfeinbearbeitungsverfahren für fast alle Werkstoffe und stellt in der Produktion den letzten Fertigungsprozess dar. Ziele sind die Verbesserung der Maß- und Formgenauigkeit sowie die Oberflächenbehandlung, die zur Verbesserung der tribologischen Eigenschaften führt. Das Werkzeug ist im Unterschied zum Schleifen selbstausrichtend, beim Rund-Honen selbst-zentrierend. Das Honen zählt zum Spanen mit geometrisch unbestimmter Schneide.
Die Oberflächen umfassen dabei hauptsächlich zylindrische Innenflächen (z. B. Bohrungen) und ebene Flächen. Am bekanntesten sind dabei die Kolbenlaufflächen an Zylindern von Verbrennungsmotoren und Hydraulik-Bauelementen.

## Wortherkunft
Der Begriff Honen stammt vom englischen Verb to hone ab, das ursprünglich das Abziehen oder Wetzen eines Gegenstandes auf einem Stein bedeutete. 1923 setzte das Automobilunternehmen Ford im amerikanischen Detroit Honen das erste Mal in der Massenproduktion ein.

## Werkzeug

### Honahle

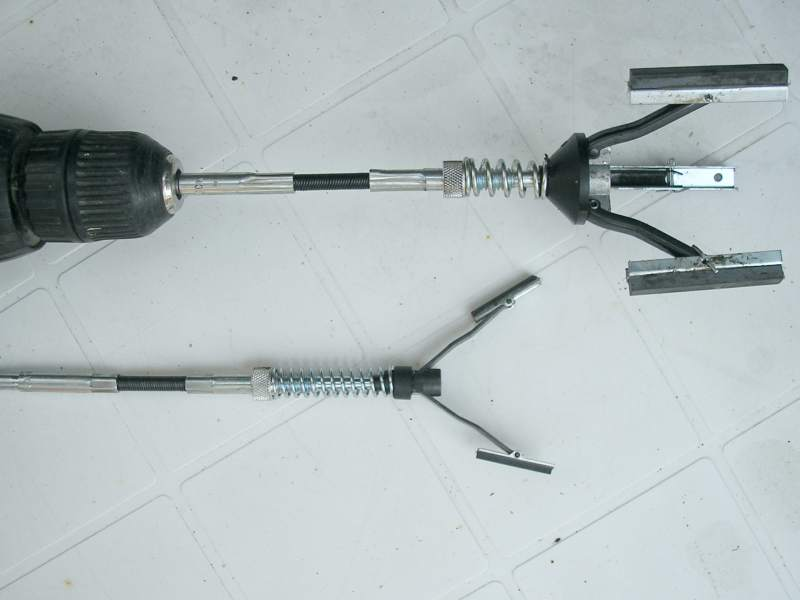
Zwei einfache Honahlen. Die Honleisten werden mit einer Feder-Konstruktion nach außen gedrückt.

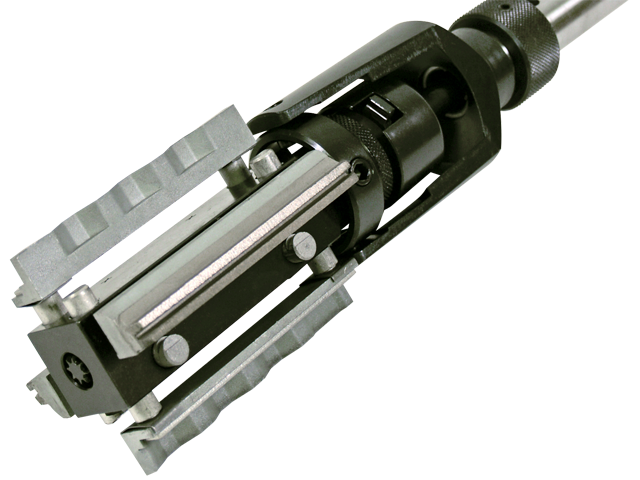
Große Honahlen mit Kardangelenk
(zwei diamantbesetzte Honleisten)

Der Werkstoff wird mit geometrisch unbestimmten Schneiden durch die in Honleisten (auch Honsteine genannt) zusammengefassten Schleifmittel (gebundenes Korn) abgetragen. Je nach zu bearbeitendem Werkstoff und gewünschtem Ergebnis können die Honleisten aus denselben Materialien mit den gleichen oder ähnlichen Bindungen wie bei Schleifscheiben gefertigt sein.
Sie sind jeweils in einem kraft- oder formschlüssig nachgeführten Träger (auch Schuh) eingesetzt.
Das Werkzeug, auch als Honahle bezeichnet, bewegt sich sowohl in der Längsachse als auch drehend; daher ist eine gehonte Fläche meist am Kreuzschliff (Kreuzstrich) erkennbar. Dieser Kreuzschliff ist charakteristisch für das Bearbeitungsverfahren des Honens, das auch als „Ziehschleifen“ bezeichnet wird. Er verbessert die Gleit- und Notlaufeigenschaft, da sich in den kleinen Furchen Öl sammeln kann. Außerdem wird die Rundheit des bearbeiteten Werkstücks deutlich verbessert. Auch die Zylindrizität des Werkstücks kann durch entsprechende Steuerung der Werkzeugumkehrpunkte beeinflusst werden: Wird der Umkehrpunkt über 1/3 ausgefahrener Werkzeuglänge gewählt, ergibt sich an den Werkstückenden größerer Abtrag und umgekehrt. Auch ist es bei fast allen Honmaschinen möglich, das Werkzeug an jeder beliebigen Stelle im Werkstück zu wenden, womit sich große Möglichkeiten zur Beeinflussung der Zylindrizität eröffnen.
Damit sich die Honleisten nicht mit dem Schleifschlamm zusetzen, wird beim Arbeitsvorgang reichlich (meist mit speziellen Honölen) gespült.

### Honvorrichtungen
Honvorrichtungen sind Spezialwerkzeuge, die beim Honen verwendet werden und die eine präzise Ausrichtung und Stabilität der Komponenten während des Honvorgangs gewährleisten. Diese Vorrichtungen sind unerlässlich, um bei zylindrischen und anderen komplizierten Komponenten eine hohe Genauigkeit und Oberflächengüte zu erreichen. Honvorrichtungen werden typischerweise in Fertigungs- und Wartungsanwendungen eingesetzt und ermöglichen die effektive Entfernung von Material, um die gewünschten Toleranzen und Oberflächenqualitäten zu erreichen.  

### Anderes Werkzeug
Zum Rundhonen kann alternativ zur Honahle auch eine Honbürste eingesetzt werden, bei der kleine Kugeln aus gebundenem Schleifmittel am Ende von Borsten befestigt sind. Sie können auch bei Absätzen, z. B. einer Nut, in der Zylinderwand sowie für andere Zwecke eingesetzt werden.

## Verfahren
In der DIN 8589 wird das Honen nach verschiedenen Kriterien eingeteilt. Als Ordnungskriterien werden die Form sowie die Lage der erzeugten Fläche herangezogen. Die Verfahren sind Innenrundhonen (formschlüssig oder kraftschlüssig), Außenrundhonen (zwischen Spitzen oder spitzenlos), Flachhonen und Profilhonen.
Gemeinsam ist den Verfahren die aus zwei Richtungen zusammengesetzte zyklische Schnittbewegung, von denen meist eine oszillierend ist. Je nach Frequenz der oszillierenden Bewegung kann das Honen in das sogenannte Langhubhonen sowie das Kurzhubhonen (auch Feinziehschleifen) unterteilt werden.

### Langhubhonen
Beim Langhubhonen einer Bohrung beispielsweise rotiert das Werkzeug um die eigene Achse und wird dabei über die gesamte Länge der Bohrung auf und ab, also oszillierend, bewegt. Durch mehrmaliges Überfahren der gleichen Fläche mit entgegengesetzter Vorschubrichtung ergeben sich die für das Honen typischen gerade oder elliptisch kreuzenden Riefen auf der Oberfläche, die für eine niedrige Schnittkraft bestenfalls einen Winkel von ungefähr 45 ° aufweisen. Die geforderten tribologischen Eigenschaften stehen dem jedoch häufig im Wege, so dass nicht die optimale Standzeit der Werkzeuge erreicht werden kann. Eine wichtige Anwendung des Langhubhonens besteht im sogenannten Plateauhonen, das vor allem für die Bearbeitung von Zylinderlaufbuchsen eine Rolle spielt.

### Kurzhubhonen
Beim Kurzhubhonen hingegen entsteht ein Sinusschliff in Form von sich kreuzenden Bearbeitungsspuren, da sich der Umkehrpunkt des Werkzeuges innerhalb des Werkstücks befindet. Dieses Verfahren wird auch als Superfinish oder Microfinish bezeichnet. Eine weitere Besonderheit besteht darin, dass bei diesem Verfahren das Werkstück die Rotations- und das Werkzeug die Oszillationsbewegung ausführen kann. Beim Langhubhonen werden immer beide Bewegungen über das Werkzeug ausgeführt.

### Flachhonen
Beim Flachhonen wird eine Oberfläche gerichtet, indem drehende Werkzeuge sich darauf bewegen.

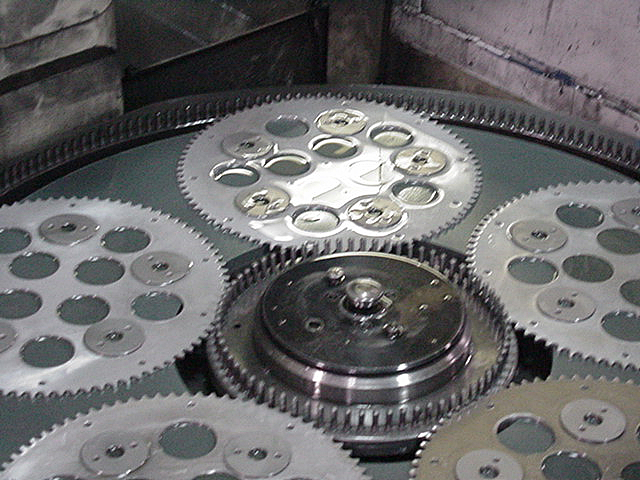
Flachhonen

### Laser-Honen
Ein gänzlich neues Verfahren, das aber nicht auf Zerspanen, sondern thermischem Abtragen beruht, ist das Laser-Honen (z. B. bei Zylinderlaufbuchsen). Der Einsatz dieser Technik findet sich vor allem bei Dieselmotoren. Beim Laser-Honen schmilzt ein Laserstrahl die metallische Oberfläche auf, verdampft sie teilweise, und erzeugt so die gewünschten feinen ölhaltenden Vertiefungen. Vorteil bei diesem Verfahren ist zusätzlich die Ausbildung von durch den Schmelzprozess erzeugten harten Schmelzkanten, die sehr verschleißfest sind. Eine Verschleißminderung und Lebensdauerverlängerung um etwa 75 % ist so zu erreichen. 

## Honmaschinen

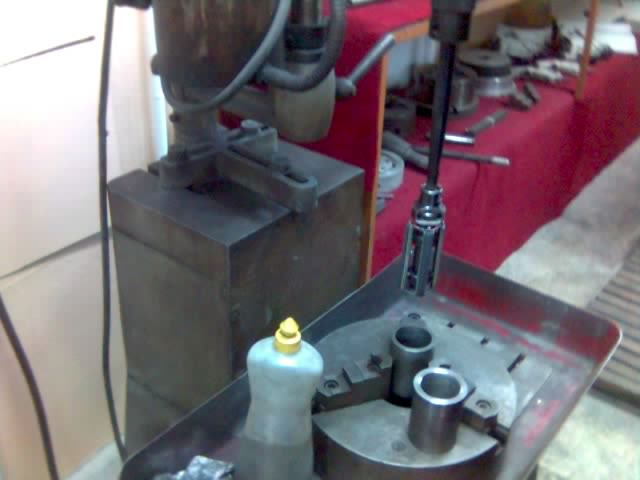
Einfache Honmaschine mit Spanntisch und aufgespanntem Dreibackenfutter

Honarbeiten sind auf gewöhnlichen Drehmaschinen und Vertikal-Bohrmaschinen möglich, in der Serienfertigung sind jedoch spezielle Honmaschinen mit senkrechter oder waagrechter Spindel üblich. Beim Flachhonen wiederum werden planparallele Werkstücke bearbeitet.
Honmaschinen gibt es in verschiedenen Ausführungen, darunter zylindrische, vertikale und horizontale Modelle. Zylindrische Honmaschinen sind für Innenflächen zylindrischer Bauteile konzipiert, während vertikale und horizontale Modelle für unterschiedliche Ausrichtungen und Größen von Werkstücken geeignet sind.
Auf einer Honmaschine wird – ähnlich wie bei einer Fräsmaschine – ein Werkzeug in die zu bearbeitende Bohrung eingeführt und darin rotierend sowie oszillierend (längs hin und her) bewegt.
Entscheidend für optimale Ergebnisse ist die Variabilität der Drehzahl- und vor allem der Hubsteuerung, da über letztere die Zylindrizität der Bohrung in weiten Grenzen beeinflusst werden kann.
Die eigentlichen Schneidleisten aus Siliziumkarbid, Korund oder Diamant werden mit einem durch Form- oder Kraftschluss im Werkzeug einstellbaren Druck an die Bohrung angepresst.
Hierdurch erhält die Oberfläche der inneren Zylinderwandung ein charakteristisches Aussehen mit sich (in der Regel spitzwinkelig) kreuzenden schräg im Zylinder verlaufenden Riefen und bekommt definierte Rauhigkeitseigenschaften, oftmals mit einer Resthaftfähigkeit für Flüssigkeiten (Hydrauliköle, Motoröle).
Vertikale Honmaschinen sind in der Regel für große Werkstücke oder Komponenten ausgelegt, bei denen lange Bohrungen präzise gehont werden müssen. Sie funktionieren, indem das Honwerkzeug vertikal innerhalb der Komponente bewegt wird. Das Honwerkzeug dehnt sich aus und zieht sich zusammen, sodass die Schleifsteine die Innenfläche der Bohrung berühren. Die Auf- und Abbewegung gewährleistet einen gleichmäßigen und konsistenten Honprozess.
Horizontale Honmaschinen sind für kürzere Bohrungen ausgelegt und werden häufig für Serienproduktionsaufgaben verwendet. Das Honwerkzeug in diesem Maschinentyp bewegt sich horizontal durch das Bauteil, das je nach Aufbau häufig gedreht oder stationär gehalten wird. Horizontale Honmaschinen eignen sich hervorragend zum Honen kürzerer zylindrischer Bauteile.
Diese Bearbeitung geschieht regelmäßig in einem starken Flüssigkeitsstrom, um die Späne schnell aus dem Bearbeitungsprozess abzuführen und das Werkstück zu kühlen, damit die geforderten Toleranzen eingehalten werden. Deshalb hat das Volumen des Hilfsstoffbehälters und die Güte der Hilfsstofffilterung entscheidenden Anteil an der Eignung einer Maschine für das jeweils gewünschte Fertigungsergebnis.